# Pietro Bono
Pietro Bono (lat. Petrus Bonus), talijanski srednjovjekovni liječnik i alkemičar. Djelovao je na području Istre i Trogira u 14. stoljeću.
Napisao je alkemijsko djelo Pretiosa margarita novella (o.1330.).